# PZL M-3 Pliszka
PZL M-3 Pliszka – polski, jednomiejscowy, wolnonośny szybowiec treningowo-akrobacyjny konstrukcji metalowej. Była pierwszym, zaprojektowanym w Polsce szybowcem konstrukcji całkowicie metalowej.

## Historia
W myśl rozwijania się konstrukcji szybownictwa na świecie, pracownicy biura konstrukcyjnego mieleckiego Ośrodka Konstrukcji Lotniczych wpadli na pomysł zbudowania szybowca konstrukcji całkowicie metalowej. W 1957 roku przedstawiono pierwszy projekt pod nazwą M-3 Pliszka, opracowany przez zespół pod kierownictwem inż. Zdzisława Żoka a w obliczeniach aerodynamicznych wspomagany przez Szybowcowy Zakład Doświadczalny w Bielsku-Białej. We wrześniu 1958 roku przystąpiono do montażu pierwszych elementów szybowca. 20 marca 1959 roku pierwszy prototyp szybowca o numerze SP-2064 został oblatany przez pilota doświadczalnego inż. Sławomira Makaruka.
Na międzynarodowych targach w Poznaniu, w czerwcu 1959 roku został wystawiony pierwszy prototyp „Pliszki” SP-2064, następnie we wrześniu tego roku, wystawiono go na Wystawie Lotniczej we Wrocławiu.
Z powodu małego wydłużenia skrzydła i słabych osiągów, porównywalnych do szybowców z początku lat pięćdziesiątych, „Pliszka” nie weszła do produkcji. Dalsze wersje rozwojowe Pliszki mogły posłużyć do opracowania budowy dwumiejscowego metalowego szybowca szkolno-treningowego.

## Konstrukcja
Pliszka jest jednomiejscowym wolnonośnym szybowcem treningowo-akrobacyjnym konstrukcji metalowej. Cześć przednia kadłuba mieści kabinę pilota z osłoną o szkielecie stalowym otwierającą się do góry w tył. Pedały regulowane w locie. Sterowanie cięgnami i popychaczami. Skrzydła o profilu NACA 43012 A. Tylna część skrzydła pokryta jest płótnem. Lotki wyważone masowo i odciążone aerodynamicznie. Szkielet lotek i nosek z blachy, pokrycie płócienne. Podwozie z kółkiem 300 x 150 zawieszonym na wahaczu, amortyzowane sznurem gumowym. Hamulec kółka sprzężony z hamulcem aerodynamicznym. Płoza amortyzowana poduszkami gumowymi.

## Egzemplarze
W PZL Mielec wyprodukowano 4 egzemplarze „Pliszki”:
1. w 1958 r. ozn. M-3 „Pliszka” nr. rej. SP-2064, nr. fabr I/1, oblatany 20 marca 1959 r.
2. w 1958 r. ozn. M-3 „Pliszka” nr. fabr I/2
3. w 1960 r. ozn. M-3 „Pliszka 60” nr. rej. SP-1980, nr. fabr I/3, oblatany 5 marca 1960 r.
4. w 1961 r. ozn. M-3 A „Pliszka bis” nr. rej. SP-2244, nr. fabr I/4, oblatany 13 maja 1961r[2].